# David Davis
David Davis Cámara (Santa Maria de Palautordera, 25 de outubro de 1976) é um ex-handebolista profissional espanhol, medalhista olímpico. Ele é de ancestralidade da Guiné Equatorial.